# Geosynchronous Satellite Launch Vehicle
Geosynchronous Satellite Launch Vehicle (hindsky: भूस्थिर उपग्रह प्रक्षेपण यान), zkráceně jako GSLV, je nosná raketa provozovaná Indickou kosmickou agenturou (ISRO).

## Historie
Práce na projektu GSLV byly zahájeny v roce 1990 s cílem získání indického nosiče pro geostacionární družice. Indie byla závislá na Spojených státech a Evropě pro vynášení třídy družic INSAT.
GSLV používá hlavní komponenty, které jsou již osvědčené v Polar Satellite Launch Vehicle (PSLV) odpalovací zařízení v podobě startovacích motorů S125/S139 na pevná paliva a motoru Vikas na kapalná paliva. Třetí stupeň byl pořízen od ruské společnosti Glavcosmos na základě dohody podepsané v roce 1991. Rusko z dohody vycouvalo po amerických sankcích, které byly zavedeny v květnu 1992. ISRO započal vyvíjet projekt kryogenního horního stupně v dubnu 1994. Ruskem potvrdilo prodej 7 kryogenních stupňů a jedné pozemní makety stupně, namísto 5 stupňů a kryogenní technologie k jejich výrobě.

## Popis nosiče
Nosič GSLV je 49 metrů vysoký, se startovní hmotností 415 tun, má tři stupně s pevnými, kapalnými a kryogenními pohonnými hmotami. Na vrcholu nosiče je kryt, který je 7,8 metru dlouhý, má 3,4 metru v průměru a chrání nosič a družice během jejich letu hustou atmosférou. Kryt je odhozen, když nosič dosáhne nadmořské výšky asi 115 km.
GSLV používá pro telemetrii S-band a C-band transpondérů pro monitorování chodu nosiče, sledování výkonu, sledování dráhy, dodržení letového koridoru, bezpečnosti letu a předběžné dráhy. Redundantní palubní inerciální navigační systém/Inerciální naváděcí systém GSLV sídlí na jeho palubě a řídí nosič od startu po cílovou dráhu. Digitální autopilot a obvody naváděcího systému zajišťují požadovanou výšku manévru a doručení družice na zadanou oběžnou dráhu.
GSLV může umístit přibližně 5000 kg na nízkou oběžnou dráhu prográdního (východního) směru. S GSLV Mk.1, pomocí ruského stupně 12KRB, s kryogenním raketovým motorem KVD-1, GSLV může umístit až 2200 kg na 18° geostacionární oběžnou dráhu. S GSLV Mk.2 používající indický kryogenní motor CE-7.5 ve třetím stupni, namísto ruského kryogenního motoru.

## Historie startů
Dne 5. ledna 2014 byla vypuštěna družice GSAT-14.
Dne 27. dubna 2015 byl na dráhu přechodovou ke geostacionární vypuštěn satelit GSAT-6 o hmotnosti 2117 kg.
Dne 8. září 2016 Indie vyslala na geostacionární dráhu meteorologickou družici INSAT 3DR.
Dne 5. května 2017 byla na geostacionární dráhu vypuštěna komunikační družice GSAT-9.
Dne 12. srpna 2021, při vypouštění satelitu EOS-3, došlo z důvodu selhání horního stupně GSLV Mk.2 (s motorem CE-7.5), způsobeném nízkým tlakem v nádrži kapalného vodíku, kvůli čemuž satelit nedosáhl oběžné dráhy.